# جائزة دال-نيغارد
تُمنَح جائزة دال-نيغارد (بالإنجليزية: Dahl–Nygaard Prize)‏ سنويًّا للباحثين البارِزين ذوي المَسيرة الرائِدة وَأيضًا للباحثين اليافِعين الَّذين أظهروا إمكانيَّات عظيمة. الجائزة الشَرَفيّة senior prize تُعَدُّ واحدة من الجوائز الرَّفيعة في مجال هندسة البرمجيّات،[بحاجة لمصدر] ومع ذلك ماتزال جائزةً حديثةَ العهدِ.
يُعلن عن فائزي كِلا الجائزتين في المؤتمر الأوروبي حول البرمجة كائنية التوجه (ECOOP). وقد سميت الجوائز نسبةً إلى أولي يوهان دال وَكريستين نيغارد، وهما رائدان نرويجيّان في مجال البرمجة والمُحاكاة. ولقد أنشَأت الجائزة الجمعية الدولية لتقنيات الكائنات في عام 2004.
مُتلقّي الجائزة هُمْ:
- 2017، برشلونة: غيلد براكا (جائزة شَرفيّة)، وَروس تايت (جائزة صُغرى)
- 2016، روما: جيمس نوبل (جائزة شَرفيّة)، وَإمينا تورلاك (جائزة صُغرى)
- 2015، براغ: بيارن ستروستروب (جائزة شَرفيّة)، وَأليكساندر ج. سَمورز (جائزة صُغرى)
- 2014، أبسَلا: ويليام كوك (جائزة شَرفيّة)، وَتيدر غِربا (جائزة صُغرى)
- 2013، مونتبيلير: أوسكار نيرستراش (جائزة شَرفيّة)، وَماثيو باركنسن (جائزة صُغرى)
- 2012، بكين: غريغور كيتشالا (جائزة شَرفيّة)، وَتوبايس ريغستاد (جائزة صُغرى)
- 2011، لانكاستر: كريغ تشامبرز (جائزة شَرفيّة)، وَأتسوشي إغاراشي (جائزة صُغرى)
- 2010، ماريبور: دوغ لي (جائزة شَرفيّة)، وَإريك إرنيست (جائزة صُغرى)
- 2009، جنوى: ديفيد أنغر (جائزة شَرفيّة)
- 2008، بافوس: أكينوري يونيزاوا (جائزة شَرفيّة)، وَوولف غانغ دي ميتر (جائزة صُغرى)
- 2007، برلين: لوقا كارديلي (جائزة شَرفيّة)، وَجوناثان ألدريتش (جائزة صُغرى)
- 2006، نانتس: إريك غاما، ريتشارد هيلم، رالف جونسن، جون فليسايدس
- 2005، غلاسكو: برتراند ماير (جائزة شَرفيّة)، وَغيل مورفي (جائزة صُغرى)

## روابط خارجيّة
- الموقع الرسمي